# Horacio Accavallo
Horacio Accavallo   (Lanús, 14 d'octubre de 1934 - 14 de setembre de 2022) va ser un boxejador argentí de pes mosca que va lluitar entre els anys 1956 i 1967. Es va retirar amb un palmarès de 75 victòries (34 K.O.), 2 derrotes i 6 empats.
Accavallo va ser campió del món de pes mosca reconegut per l'Associació Mundial de Boxa i Consell Mundial de Boxa després de guanyar un polèmic combat contra el japonès Hiroyuki Ebihara.